# Violet Jessopová
Violet Jessopová (nepřechýleně Violet Constance Jessop, 2. října 1887 Bahía Blanca – 5. května 1971 Great Ashfield) byla britská stevardka, pracující pro rejdařskou společnost White Star Line. Ve službě na moři prožila Violet Jessopová celkem 42 let. Šlo o jednu ze dvou osob, která sloužila na palubě všech tří lodí třídy Olympic (RMS Olympic, RMS Titanic a HMHS Britannic) a přežila jak srážku lodí Olympic a křižníku HMS Hawke v roce 1911, tak potopení Titanicu v roce 1912, a jako zdravotní sestra i ztroskotání Britannicu v roce 1916. Druhým člověkem, který přežil tyto havárie, byl Arthur John Priest.

## Život

### Dětství
Narodila se jako první z devíti dětí irských emigrantů Williama a Katherine Kelly Jessopových v Argentině. Z dětí přežilo jen šest sourozenců, Violet sama v dětství onemocněla tuberkulózou. Po smrti otce se rodina vrátila do Spojeného království Velké Británie a Irska. V roce 1908 těžce onemocněla její matka. Violet opustila školu a stala se stevardkou u Royal Mail Line (loďstvo královské pošty). V roce 1910 začala pracovat u White Star Line.

### Záchrana při službě na moři
Dne 20. září 1911 byla na palubě Olympicu, který se srazil s křižníkem HMS Hawke. Obě lodě byly vážně poškozeny, ale ani jedna se nepotopila. O sedm měsíců později, 10. dubna 1912, byla jednou z osmnácti stevardek na palubě Titanicu. Po čtyřech dnech plavby Atlantikem se Titanic po srážce s ledovcem potopil se ztrátou 1523 lidských životů. Violet se dostala do záchranného člunu číslo 16. Po osmi hodinách byla jeho posádka přijata na loď Carpathia, která zachráněné lidi, převážně ženy a děti, dopravila bezpečně do New Yorku.
Během první světové války pracovala jako zdravotní sestra pro britský Červený kříž. V roce 1916 byla ve službě na HMHS Britannic. Když 21. listopadu 1916 ráno najela loď ve Středozemním moři u řeckých břehů na námořní minu a za necelou hodinu se potápěla, byla Violet Jessopová v jednom ze záchranných člunů. Dva z nich však byly vtaženy do víru ještě rotujících šroubů potápějící se lodi. Téměř všichni lidé na těchto člunech zahynuli. Violet Jessopová ještě zavčas skočila do vody. Při potápění se udeřila pod vodou do hlavy o kýl lodi a zachránila ji až posádka jiného člunu. Sama poté řekla, že úder do hlavy byl asi zmírněn jejími hustými vlasy. Utrpěla sice frakturu lebky, ale nevšimla si toho.

### Pozdější život
Po válce pokračovala v práci pro White Star Line, později byla u Red Star Line a poté u svého prvního zaměstnavatele Royal Mail Line. Po třicátém roce věku se vdala, bezdětné manželství však bylo zakrátko rozvedeno. V roce 1950 se usadila v domku ze 16. století v Great Ashfieldu. Zde v roce 1971 zemřela na srdeční selhání jako jedna z posledních přeživších dospělých z Titaniku.